# Estuardo de León
Jaime Estuardo de León Juárez (6 luglio 1977) è un allenatore di calcio a 5 ed ex giocatore di calcio a 5 guatemalteco, campione nordamericano con la nazionale guatemalteca nel 2008.

## Carriera

### Giocatore
Come massimo riconoscimento in carriera vanta la partecipazione, con la nazionale guatemalteca, al FIFA Futsal World Championship 2000 in cui la selezione centroamericana è stata eliminata nel girone del primo turno comprendente Brasile, Portogallo e Kazakistan.

### Allenatore
In seguito al licenziamento dell'allenatore spagnolo Tomás de Dios, nell'ottobre del 2016 viene nominato commissario tecnico della Nazionale maschile di calcio a 5 del Guatemala.

## Palmarès
- CONCACAF Futsal Championship: 1
Guatemala 2008